# Words I Couldn’t Say
«Words I Couldn’t Say» — песня американской кантри-группы Rascal Flatts, написанная Стивом Робсоном, Тамми Кидд и Грегори Беккером для их четвёртого студийного альбома Me and My Gang (2006). Песня вновь обрела популярность в 2010 году после того, как в драматическом фильме «Я ухожу — не плачь» её исполнила американская актриса и певица Лейтон Мистер. Её кавер-версия с альбома саундтреков, выпущенного RCA Records Nashville, попала в многочисленные чарты продаж Billboard в 2011 году.

## История
Песня «Words I Couldn’t Say» — это «депрессивная жалоба на расставание», в которой подробно описываются эмоции, которые рассказчик хотел бы выразить возлюбленному, когда у него был шанс. Согласно цифровой нотной записи, опубликованной Sony/ATV Music Publishing, песня была изначально написана в ключе до мажор и установлена в сокращённом времени в «умеренном» темпе. В песне используется аккордовая прогрессия C — G/B — Am — G/B, а вокальный диапазон простирается от G4 до E6. Гэри ЛеВокс поёт основную партию в треке, а Джей ДеМаркус и Джо Дон Руни исполняют бэк-вокал. Дэвид Кэмпбелл аранжировал и дирижировал струнными, исполненными на треке Rascal Flatts из Me and My Gang, а Дэнн Хафф был продюсером записи.

## Отзывы
Энни Ройтер (Annie Reuter) из Sounds Like Nashville в 2016 году высоко оценила оригинальную песню Rascal Flatts, включив её в свой список треков с альбома Rascal Flatts, которые должны были стать синглами. «Rascal Flatts поразили своим аккордом в этой душещипательной песне», — пишет она. «В то время как голос ЛеВокса впечатляет, а [вокальные] гармонии помогают, музыкальное сопровождение тоже».
В рецензии на саундтрек фильме «Я ухожу — не плачь» («Country Strong») критик Стивен Томас Эрлевайн из AllMusic написал, что актриса и певица «Лейтон Мистер с лёгкостью справляется с милой „Words I Couldn’t Say“». Мэтью Уилкенинг из Taste of Country наслаждался кавером Мизер, но написал, что «она звучит немного молодо, чтобы быть такой мудрой и тоскливой о сожалениях в своей романтической жизни». Джейсон Ньюман из MTV раскритиковал версию песни Мизер как низкую точку балл в саундтреке, написав, что кавер «падает, эм, плоский [sic]».

## Позиции в чартах
Версия Мизер «Words I Couldn’t Say» вошла в чарт Billboard Country Digital Songs под номером 35 за неделю 22 января 2011 года и поднялась до 24-го места на следующей неделе. Ее кавер не вошел в Billboard Hot 100, но провел по одной неделе под номером 20 в чарте Bubbling Under Hot 100 Singles и под номером 25 в чарте Heatseeker Songs, оба за неделю 29 января 2011 года.

### Еженедельные чарты (Лейтон Мистер)
| Чарт (2011)                                    | Высшая позиция |
| ---------------------------------------------- | -------------- |
| США Bubbling Under Hot 100 Singles (Billboard) | 20             |
| США Country Digital Songs (Billboard)          | 24             |
| США Heatseeker Songs (Billboard)               | 25             |